# Бактериен рак
Бактериален рак (Agrobacterium radiobacter pv. tumefaciens) е силно вредоносна болест по растенията, особено във вкоренилищата и младите лозови насаждения.
Бактериите са къси, прави, заоблени, подвижни пръчици с размери 0,4-0,8 на 1-3 мм. Грам отрицателни, неспорообразуващи. Образуват кръгли изпъкнали, гладки колонии. Факултативен анаероб, развиващ се при оптимална температура 25-30 С°. Инактивира се при 53С° за 10 минути. Оптимално Ph за развитие 4,4–8. Бактерията е хетерогенна. Разпада се на щамове, отнасящи се към четири групи.
Патогенът се разпространява чрез посадъчния материал, при присаждане, чрез почвата и режещите инструменти. Той прониква през рани и се запазва в заразените растения. Заразата се реализира при започване на сокодвижението на лозата. Благоприятни условия за развитието на патогена са хладното и влажно време през пролетта, особено след закъснели резитби, измръзвания и градушки. Бактериите причиняват трансформация на нормалните клетки в туморни образувания. Това се дължи на Ti-плазмида, известен като Т-ДНК. Той се пренася и инкорпорира в клетките на гостоприемника и нарушава нормалната им функция. Отделят се големи количества индолинова киселина, цитокинин подобни вещества и ензими причиняващи хипертрофия и хиперплазия на клетки.

## Борба
- Използване на здрав посадъчен материал;
- Спазване на 6-7 годишно сеитбообращение във вкоренилището;
- Изкореняване на болните растения и дезинфекция на мястото
- Киснене на подложките в 5% хинозол за 12 часа, а за калемите 2-3 часа.
- Използване на бактериофаги.